# Pouilly (Moselle)
Pouilly (Duits: Pullingen) is een gemeente in het Franse departement Moselle (regio Grand Est) en telt 722 inwoners (1999). De plaats maakt deel uit van het arrondissement Metz.

## Geografie
De oppervlakte van Pouilly bedraagt 5,1 km², de bevolkingsdichtheid is 141,6 inwoners per km².
De onderstaande kaart toont de ligging van Pouilly (Moselle) met de belangrijkste infrastructuur en aangrenzende gemeenten.

## Demografie
Onderstaande figuur toont het verloop van het inwonertal (bron: INSEE-tellingen).